# 高砂市立高砂小学校
高砂市立高砂小学校（たかさごしりつ たかさごしょうがっこう）は、兵庫県高砂市高砂町大工町にある市立小学校である。

## 沿革

### 経緯
1873年、高砂に仁義礼智忠信孝悌の八小学校が設置、後に統合され、偕老小学校と改称された。その後、1901年に加古郡高砂尋常小学校に改称し、1941年に加古郡高砂国民学校に改称した。第二次世界大戦終戦後の学制改革によって、加古郡高砂町高砂小学校となり、1954年、高砂市立高砂小学校と改称された。

### 年表
- 1873年 - 仁義礼智忠信孝悌の八小学校を設置
- 1876年
  - 2月 - 八校を統合。偕老小学校と称し東宮町に設置
  - 5月 - 高砂小学校と改称し、材木町に開設
- 1887年4月 - 大工町に移転
- 1901年4月 - 加古郡高砂尋常小学校と改称
- 1923年 - 高砂町立高砂実科高等女学校(現在の兵庫県立高砂高等学校)が同校内に開校。
- 1936年9月7日 - 高砂実科高等女学校が同校外に移転。
- 1941年 - 加古郡高砂国民学校と改称
- 1947年4月 - 加古郡高砂町高砂小学校と改称
- 1950年6月10日 - 木曽町に朝鮮人児童を受け入れる高砂小学校分校開設（当地にあった朝鮮人学校を公立学校分校に改変した）[1]
- 1953年3月 - 校歌制定
- 1954年
  - 1月 - 講堂落成式。湯川秀樹による記念講演式を行う
  - 7月 - 高砂市立高砂小学校と改称
- 1956年10月 - 創立80周年記念式典挙行
- 1966年4月 - 分校が高砂朝鮮初級学校（各種学校）として独立[2]
- 1976年10月 - 創立100周年記念式典挙行
- 1995年11月 - 日本PTA全国協議会会長賞受賞
- 1996年6月 - 創立120年記念式典
- 2006年5月 - 創立130周年記念航空写真撮影
- 2014年4月 - 高砂市立高砂中学校と小中一貫教育を開始[3]。

## 教育方針

### めざす子どもの姿
- 自主 - 自ら求めて学び、自ら考えて行動する子ども
- 友愛 - 明るく素直で、自他の命や人権を大切にする心を持つ子ども
- 創造 - ふるさとに誇りを持ち、新しく価値あるものを創り出す子ども

### がんばり合言葉
- つなぐ

学びをつなぐ、心をつなぐ、命をつなぐ、
ふるさとをつなぐ、そして未来に「夢」をつなぐ

### 行動指針
- 学習（学びをつなぐ）
  - 自信を持ち、夢に向かって努力する意欲を育てる
- 安心（心をつなぐ）
  - 異年齢交流を生かし、一人一人の特性や違いを認め、共に生きる心を育む
- 安全（命をつなぐ）
  - 自分の命は自分で守ることを基本に、他の命も大切にしようとする行動力を培う
- チームワーク（ふるさとをつなぐ）
  - 学校・地域・家庭をつなぎ、郷土を愛する心を育てる

## 通学区域
高砂市のうち、高砂町、西畑1~4丁目。全域で高砂市立高砂中学校の通学区域となる。
小中一貫教育の実施により、2014年から3年間は全学年で、それ以降は、原則として1年生のみ校区外からの就学を受け入れる予定。就学条件は、高砂市内に居住・住民登録しており、小中一貫教育の教育方針に賛同し、原則として公共交通機関などを使い、通学時間30分以内を目安に通学できること。

## 学校周辺
- 十輪寺
- 兵庫県立高砂南高等学校
- 高砂神社
- 加古川
- 高砂幼稚園
- 三菱重工業 高砂製作所
- 三菱パワー 高砂工場

## 交通
- 山陽電気鉄道本線高砂駅より1.0km（徒歩10分）

## 通学区域が隣接している学校
- 高砂市立荒井小学校
- 加古川市立鳩里小学校
- 加古川市立若宮小学校